# 象形
象形（しょうけい）とは、漢字の造字法である六書（りくしょ）の一つ。筆画を組み合わせて物の姿形をかたどることを言う。
「日」「月」「山」「川」などがある。
甲骨文字を見ると、そのほとんどが象形で作られており、歴史的に漢字の原型は象形文字にあると言える。
象形文字は物の姿形をかたどって作られた文字なので、これをさらに分解して分析することは可能ではあるが、字源分析の上ではあまり意味がない。たとえば、象形文字である「馬」の下の四点は四肢を表すが、「馬」を四肢、胴体、頭部などに分解して考えることはあまり意味がない。そのため、『説文解字』では、象形文字は漢字を構成する基本的な要素であるとして部首になっている。現在一般に使用されている『康熙字典』の部首では「象」や「兔」（うさぎ）など、部首とされない象形文字も多いが、「龍」「龜」（かめ）「鼠」（ねずみ）など、画数の多い部首は、ほとんどが象形文字である。『康熙字典』などを含む、『説文解字』から部首の数を減らした字書（特に楷書の字形を元にしているもの）の部首体系では、象形文字の扱いは、それ自体を部首とするか、あるいは楷書における筆画の形式のみから成り立ち上無関係な部首に便宜的に分類するかのいずれかである。一般に、その象形文字を意符として作られた漢字が一定数以上ある場合は前者に、その象形文字を意符として作られた漢字が存在しなかったり極めて少数だったりする場合は後者となる（『康熙字典』における後者の例は、「象」は豕部、「兔」は儿部など）。